# Burschenschaft Dresdensia-Rugia zu Gießen
Die Burschenschaft Dresdensia-Rugia zu Gießen ist eine schlagende Studentenverbindung an der Justus-Liebig-Universität Gießen, der Studenten und ehemalige Studenten der Universitäten Frankfurt/Main und Gießen sowie der Fachhochschule Gießen-Friedberg angehören. Dresdensia-Rugia führt als Fusionsburschenschaft die Traditionen der Leipziger Burschenschaft Dresdensia und der Greifswalder Burschenschaft Rugia fort. Sie ist Mitglied im Verband Deutsche Burschenschaft (DB). Ihre Kontakte zur NPD sind in mehreren Verfassungsschutzberichten erwähnt, sie gilt innerhalb der DB als umstritten.

## Couleur und Wahlspruch
Dresdensia-Rugia hat die Farben violett-weiß-rot silberner Perkussion der früheren Dresdensia und rot-weiß-grün mit silberner Perkussion der früheren Rugia. Die Füxe tragen ein Fuchsenband in rot-weiß mit silberner Perkussion.
|  |
|  |
|  |
|  |
|  | (ehem. Dresdensia)
|  |
|  |
|  |
|  |
|  |(ehem. Rugia)
|  |
|  |
|  |
|  | Fuxenband

Der Wahlspruch lautet Ehre, Freiheit, Vaterland. Die Burschenschaft Dresdensia-Rugia ist schlagend.

## Innere Struktur
Die Dresdensia-Rugia ist ein Männerbund und ein Lebensbund deutscher Akademiker, in dem Studenten nach ihrem Studienabschluss Mitglied der Altherrenschaft der Burschenschaft werden, die die jungen Studenten (Aktivitas) finanziell und ideell unterstützt (umgekehrter Generationenvertrag). Außerdem ist sie nach dem Conventsprinzip organisiert.

## Geschichte
Dresdensia-Rugia zu Gießen ist ein Fusionsbund aus den beiden Burschenschaften Dresdensia Leipzig und Rugia Greifswald.

### Geschichte Dresdensia Leipzig

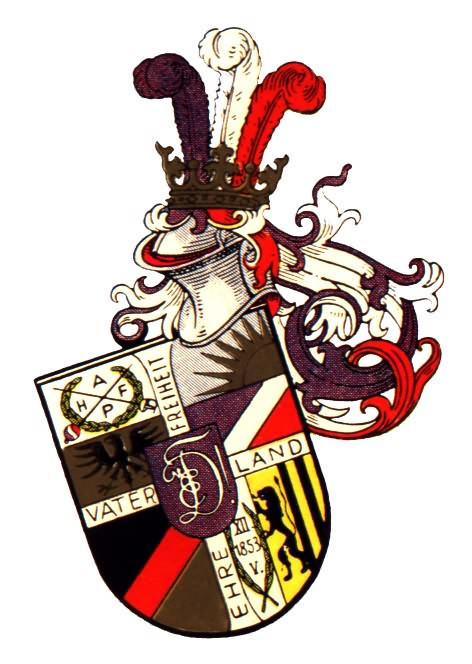
Wappen Dresdensia Leipzig

Am 12. Mai 1853 gründeten drei aus Dresden stammende Zöglinge der Klosterschule St. Afra und fünf ehemalige Kreuzschüler aus Dresden, welche in Leipzig beim Gastwirt Schneemann verkehrten, die Verbindung Dresdensia mit dem Wahlspruch: Freundschaft – Frohsinn – Einigkeit. Im WS 1853/54 wurden die Statuten der Dresdensia von der Universität genehmigt.
Im November 1856 wurde die Dresdensia zur Landsmannschaft umgewandelt mit den Farben violett–weiß-orange. Es wurde ein Zirkel eingeführt mit der Bedeutung: vivat circulus dresdensiae.
1857 trat Dresdensia in den CC der Verbindungen ein, nachdem diese versprochen hatten, sämtlichst Landsmannschaften zu werden, und nahm die Farben violett-weiß-rot an.
Kartellbeziehungen bestanden mit Gothia Königsberg, Teutonia Jena und Torgovia Halle. Im Schillerjahr fand in Leipzig die 450-Jahr-Feier der Universität mit Königsempfang und Kommers statt, und die anwesenden Gothen erhielten das Dresdenerband als Freundschaftsbeweis. Verhandlungen über den Eintritt der B! Rugia Greifswald in das Kartell zerschlugen sich.
Ab 1861 gab es burschenschaftliche Bestrebungen, und das schwarz-rot-goldene Band wurde zusätzlich getragen. Der neue Wahlspruch war: „Ehre, Freiheit, Vaterland“.
Im Jahre 1862 wandelte sich die Landsmannschaft Dresdensia in eine Burschenschaft um.
Im SS 1864 beteiligte sich Dresdensia an der Gründung des Eisenacher Burschenbundes, im WS 1874 des Eisenacher Deputierten-Conventes (EDC) und im SS 1881 des Allgemeinen Deputierten Conventes (ADC) – der späteren Deutschen Burschenschaft (DB).

Die Burschenschaften Dresdensia und Rugia als Mitglieder der Deutschen Burschenschaft (1915)

Im Juli 1919 war Dresdensia an der Gründung des Weißen Kreises in der DB beteiligt, mit dem im Mai 1922 die Weiße Arbeitsgemeinschaft in der DB gegründet wurde. Am 27. Juni 1925 beteiligte sich Dresdensia maßgeblich an der Gründung des Altweißen Kartells. Während der Zeit des Nationalsozialismus wehrte sich die Dresdensia gegen die Gleichschaltung von Studentenverbindungen, trat im November 1934 aus der DB aus und beteiligte sich an der Gründung der Alten Burschenschaft, welche in Opposition zum damaligen Nationalsozialistischen Deutschen Studentenbund (NSDStB) stand. 1936 wurde die Dresdensia verboten und aufgelöst.

### Geschichte Rugia Greifswald

Wappen Rugia Greifswald

Im WS 1854 wurde in Greifswald ein Französisches Kränzchen gegründet, das sich im SS 1855 in den Wissenschaftlichen Verein umfirmierte. Neun Mitglieder des Wissenschaftlichen Vereins gründeten am 5. April 1856 die Studentenverbindung Rugia mit den Farben rot-weiß-grün. Am 5. Juni 1856 wurde die Rugia in eine Burschenschaft umgewandelt.
Im WS 1858 wurden die Farben in schwarz-rot-gold geändert und ab WS 1871 wieder ausschließlich rot-weiß-grün getragen. Am 24. Januar 1862 spaltete sich die Burschenschaft Germania Greifswald von der Rugia ab. Im SS 1864 beteiligte sich Rugia an der Gründung des Eisenacher Burschenbundes, im WS 1874 des Eisenacher Deputierten-Conventes (EDC) und SS 1881 des Allgemeinen Deputierten Conventes (ADC) – der späteren Deutsche Burschenschaft (DB). Im November 1908 wurde ein Haus in der Salinenstraße 47 erworben. 1913/14 präsidierte Rugia als Vorsitzende der Deutschen Burschenschaft.
Die Geschichte in der Zwischenkriegszeit und der Zeit des Nationalsozialismus entspricht derjenigen der Dresdensia Leipzig.
In der 1949 gegründeten DDR waren Studentenverbindungen zunächst verboten, weshalb die Rugia in Greifswald erst seit der Wiedervereinigung 1989 wieder aktiv werden konnte.

### Rekonstitution und Verschmelzung zur B! Dresdensia-Rugia
Die beiden „befreundeten“ Verbindungen Dresdensia Leipzig und Rugia Greifswald konnten nach dem Zweiten Weltkrieg in ihren Gründungsorten nicht mehr aktiv werden. Daher bildeten deren Mitglieder eine Interessengemeinschaft zur Neugründung einer Burschenschaft und es wurde am 5. Mai 1951 die Burschenschaft Dresdensia-Rugia (D-R) in Frankfurt am Main gestiftet, die kurz danach auch dem Weißen Kreis in der DB beitrat. Seit 1956 mietete Dresdensia-Rugia einen Teil des Hauses der Frankfurt-Leipziger Burschenschaft Arminia in der Paul-Ehrlich-Straße 1.
Im Juli 1963 war sie an der (Wieder-)Gründung des Alt-Weißen Kartells (AWK) in der DB beteiligt, dem sie bis heute angehört. Während dem wiedergegründeten AWK in den Anfangsjahren noch die Burschenschaften Frankonia Bonn, Alemannia Gießen, Germania Königsberg zu Hamburg und Germania Straßburg zu Tübingen angehörten, bestand es spätestens seit den 1990er Jahren nur noch aus Dresdensia-Rugia und Germania Straßburg. Letztere verließ das Alt-Weiße-Kartell schließlich in den frühen 2000ern und wurde durch die mittlerweile neuentstandene Greifswalder Burschenschaft Rugia ersetzt.
Am 19. Dezember 1964 konnte Dresdensia-Rugia nach erfolgtem Kauf ihr eigenes Korporationshaus in der Anzengruberstraße 3 einweihen.
Nachdem bereits 1968 eine Verlegung an die neu zu gründende Hochschule in Bielefeld diskutiert worden war, vertagte sich D-R im Wintersemester 1969/70 „wegen Mangel an Mitgliedern“. Im Dezember 1971 wurde die Burschenschaft in Gießen von fünf ehemaligen Mitgliedern der Burschenschaft Germania rekonstituiert. Der 1961 gegründeten Burschenschaftlichen Gemeinschaft gehörte D-R von 1973 bis 1985 sowie von 1989 bis 1996 an. In der Folge war D-R von 1994 bis 1996 sowie von 1999 bis 2003 erneut vertagt.
Nach der Wende in der DDR wurde die Ursprungsburschenschaft Rugia 1990 in Greifswald rekonstituiert und steht seither im Kartell mit Dresdensia-Rugia in Gießen. Die Wiedergründung der Dresdensia Leipzig erfolgte im Jahr 2015.

## Kritik

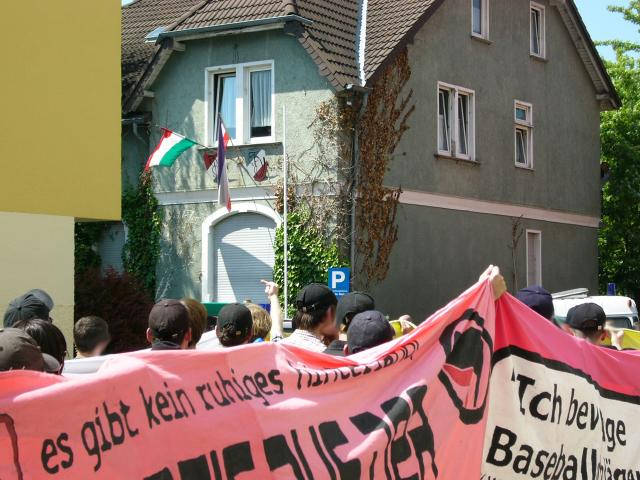
Verbindungshaus der Burschenschaft während einer Antifa-Demonstration am 28. Mai 2005

Die Burschenschaft gehört innerhalb des Dachverbandes „Deutsche Burschenschaft“ (DB) zum konservativen rechten Flügel und steht seit längerer Zeit wegen ihrer Verbindungen in die revisionistische und rechtsextreme Szene in der Kritik.

### 1980–2000
1987 wurde unter maßgeblicher Beteiligung der Dresdensia-Rugia der „Christlich Konservative Arbeitskreis Gießen/Mittelhessen“ gegründet, dem eine wichtige Scharnierfunktion zwischen rechtskonservativen und rechtsextremen Kreisen zugeschrieben wird. Mit Unterstützung des Arbeitskreises veranstaltete die Burschenschaft bereits Ende der 1980er/Anfang der 1990er Jahre Vorträge und Feierlichkeiten, bei denen bekannte Vertreter der rechtskonservativen, revisionistischen und rechtsextremen Szene wie beispielsweise Rolf Schlierer, der Bundesvorsitzende der Partei Die Republikaner und Alter Herr der Gießener Burschenschaft Germania, der rechtsextreme Publizist Hans-Dietrich Sander oder der CDU-Rechtsaußen Heinrich Lummer als Redner auftraten. Aber auch der bildungspolitischer Sprecher der CDU-Fraktion im hessischen Landtag, Hans-Jürgen Irmer, referierte 1996 bei der Verbindung. Nach Protesten der Antifa setzten die um das Image der Burschenschaft besorgten Alten Herren 1992 unter Androhung der Beendigung der finanziellen Förderung ein Ende der Veranstaltungsreihe der damaligen Aktivitas durch.
1995 wurde eine von Jürgen Gansel im Namen der Burschenschaft verfasste Erklärung veröffentlicht, in der die „Liquidation“ der „Deutschen Werte“ durch die „Besatzer“ anlässlich des 50. Jahrestages des Ende des Zweiten Weltkrieges beklagt wurde.
Seit 1998, u. a. mit Klaus Weinschenk (Autor des Buches „Der Vertreibungsholocaust“), werden erneut Veranstaltungen im Verbindungshaus durchgeführt und die Tradition der 1980er Jahre wiederaufgenommen. So fand im Jahr 2000 eine Vortrags- und Diskussionsveranstaltung mit dem rechtsextremen Publizisten Claus Nordbruch statt.

### Seit 2000
Erneut in den Blick der Öffentlichkeit geriet die Burschenschaft nach dem Jahr 2000, als bekannt wurde, dass drei führende Mitglieder der NPD bzw. ihrer Jugendorganisation Junge Nationaldemokraten (JN) aus den Reihen der Dresdensia-Rugia stammen. Dabei handelt es sich um das Bundesvorstandsmitglied der NPD Jürgen Gansel, den Bundesvorsitzenden der JN Stefan Rochow, der nicht mehr Mitglied der Dresdensia Rugia ist, sowie dessen in der Burschenschaft Rugia zu Greifswald aktiven Bruder Mathias Rochow, der Mitglied im Bundesvorstand der JN und Bundesvorstandsmitglied der NPD-Organisation Nationaldemokratischer Hochschulbund (NHB) ist.
Überregionale Aufmerksamkeit kam diesen Verbindungen jedoch erst nach der Wahl zum Sächsischen Landtag 2004 auf, nachdem Gansel für die NPD in das Parlament einzog. Zwei weitere Burschenschafter der Dresdensia-Rugia standen im Dienst der Landtagsfraktion: Stefan Rochow als wissenschaftlicher Mitarbeiter für Jugendarbeit und der Diplom-Ökonom Arne Schimmer als Berater für die Themenbereiche „Wirtschaft und Globalisierung“.
Das NPD-Mitglied des Kreisverbandes Lahn-Dill, Alfred Zutt, erklärte der Presse, dass es bekannt gewesen sei, dass die Dresdensia-Rugia „national gesinnt“ sei. Auch sein Kreisverband habe von der „Sogwirkung“ auf rechtsextreme Studenten profitieren können.
Im hessischen Verfassungsschutz-Bericht für das Jahr 2005 wurde betont, dass es seit Jahren Versuche von Rechtsextremisten gebe, gezielt Einfluss auf rechtskonservative Burschenschaften auszuüben, zu denen auch die Dresdensia-Rugia gezählt wird. Die im VS-Bericht ausdrücklich bestätigte Mitgliedschaft von drei NPD-Mitgliedern in der Dresdensia-Rugia führte zu einer Beobachtung der Burschenschaft durch den Verfassungsschutz und im Jahr 2004 zu einer Einschätzung „als rechtsextremistisch“. Die Burschenschaft distanzierte sich von den Zielen der NPD, wie auch im VS-Bericht 2005 nachzulesen ist. Sie trennte sich jedoch – laut eigenen Angaben – aus formalen Gründen nicht von den NPD-Mitgliedern in den eigenen Reihen.
Trotz dieser Distanzierung musste im November 2006 der damalige Sprecher dieser Burschenschaft, Matthias Müller, wegen seiner Tätigkeit für die Junge Freiheit und Kontakten zu rechtsextremen Gruppierungen wie der NPD und der Jungen Landsmannschaft Ostpreußen von seinem Amt als Vizevorsitzender des Rings Christlich-Demokratischer Studenten (RCDS) in Gießen zurücktreten. In der Folge verabschiedete der RCDS Gießen eine Unvereinbarkeitsklausel, nach der es ab sofort keine Parallelmitgliedschaften im RCDS und in der Dresdensia-Rugia mehr geben darf.

## Bekannte Mitglieder

### Dresdensia-Leipzig
- Gustav William Abendroth (1838–1908), Mathematiker, Physiker, Lehrer und Konrektor der Kreuzschule in Dresden
- Heinrich Ludwig Oskar Ackermann (1836–1913), Theologe
- Helmut Bischoff (1908–1993), SS-Obersturmbannführer und Oberregierungsrat, Abwehrbeauftragter beim Bau von V2-Raketen im KZ Dora-Mittelbau
- Hans Alexander von Bosse (1835–1898), Sächsischer Landtagsabgeordneter
- Hans Carl Federath (1848–1914), Preußischer Landrat sowie Besitzer mehrerer Eisenhütten
- Otto Fretzdorff (1881–1950), Konsistorialpräsident der Provinz Sachsen in Magdeburg
- Leo Fürbringer (1843–1923), Oberbürgermeister von 1875 bis 1913 und Initiator des Ausbaus des Emder Hafens
- Karl Glässing (1866–1952), Oberbürgermeister und Ehrenbürger der Stadt Wiesbaden
- Otto Goldmann (1884–1947), Jurist und Schriftsteller
- Richard Holz (1873–1945), Oberbürgermeister der Stadt Zwickau in Sachsen
- Hanns Jencke (1843–1910), Manager und industrieller Interessenvertreter. Vorsitzender des Centralverbandes Deutscher Industrieller
- Hermann Jöck (1873–1925), Mitglied des Landtages des Freistaates Sachsen-Weimar-Eisenach
- Carl Wilhelm Klawitter (1856–1929), bedeutender Schiffswerftbesitzer in Danzig
- Willy Knorr (1878–1937), Politiker (DNVP), Ministerpräsident des Freistaates Anhalt
- Otto Loth (1844–1881), Universität Leipzig, bedeutender Orientalist und Philologe
- Franz Mehring (1846–1919), Publizist und Politiker (bereits als Student ausgetreten)
- Felix Oberländer (1851–1915), TU Dresden, Begründer der modernen Urologie
- Franz Obert (1828–1908), siebenbürgisch-sächsischer evangelischer Pfarrer, Schriftsteller, Schulreformer und Politiker
- Harald Oldag (1899–1972), Journalist
- August Schabbehard (1887–1963), preußischer Verwaltungsjurist und Landrat
- Friedrich Alwin Schade (1881–1976), bedeutender sächsischer Botaniker, Lehrer am Kreuzgymnasium in Dresden
- Karl Schilling (1889–1973), Politiker (NSDAP), Mitglied des hessischen Landtags, Reichstagsabgeordneter
- Max Schlotte (1877–1952), Landgerichtsdirektor und Oberbürgermeister von Plauen im Vogtland
- Alfred Schulz (1890–1947), Psychiater
- Friedrich Herman Semmig (1820–1897), Schriftsteller und Lehrer
- Walter Siemianowsky (1891–1947), Bürgermeister von Bunzlau

Mitgliederverzeichnis:
- Willy Nolte (Hrsg.): Burschenschafter-Stammrolle. Verzeichnis der Mitglieder der Deutschen Burschenschaft nach dem Stande vom Sommer-Semester 1934. Berlin 1934. S. 1067.

### Rugia-Greifswald
- Rudolf Arndt (1835–1900), Direktor des psychiatrischen Instituts in Greifswald.
- Paul Bergholz (1845–1909), Meteorologe, Begründer des Meteorologischen Observatoriums in Bremen
- Ehrenfried Oskar Boege (1889–1965), General der Infanterie, Träger des Eichenlaubs zum Ritterkreuz
- Adolf Brieger (1832–1912), Gymnasialprofessor, Dichter
- Gustav Bundt (1867–1949), Arzt, Medizinalbeamter und Politiker (DNVP)
- Maximilian Curtze (1837–1903), Gymnasialprofessor in Thorn, Mathematikhistoriker, Kopernikus-Forscher, Übersetzer und Herausgeber zahlreicher mathematischer Schriften
- Heinrich Ehrenbrecht (1895–1960), Zahnmediziner, Präsident des Deutschen Tischtennis-Bundes
- Otto Fretzdorff (1881–1950), Konsistorialpräsident der Kirchenprovinz Sachsen in Magdeburg (Ehrenmitglied)
- Karl Glässing (1866–1952), Oberbürgermeister und Ehrenbürger von Wiesbaden
- Walter Goehtz (1878–1946), Bürgermeister in Plathe und Greifenberg i. Pom.
- Paul Hagemeister (1868–1941), erster Bürgermeister in Suhl, Regierungspräsident
- Rigolf Hennig (1935–2022), rechtsextremer Publizist und Politiker[18][19]
- Ernst Hilzheimer (1901–1986), Mitbegründer der LDPD in Mecklenburg, Ehrenbürger von Rostock
- Carl William Klawitter (1856–1929), Danziger Werftunternehmer (Ehrenmitglied)
- Alwin Knapp (1918–1995), Dermatologe, Leiter der Universitäts-Hautklinik in Greifswald, Promotor des PKU-Screenings in der DDR
- Ferdinand Krüger (1843–1915), westfälischer Mundartdichter
- Gustav Kühn (1840–1892), Vorsteher der landwirtschaftlichen Versuchsstation Möckern, bedeutender Agrarwissenschaftler
- Herbert Lange (1909–1945), SS-Sturmbannführer
- Klaus Lankheit (1913–1992), Professor für Kunstgeschichte, bedeutender Franz Marc-Kenner
- Hugo Lemcke (1835–1925), Gymnasialprofessor und Schuldirektor, Geheimer Regierungsrat, Altertumsforscher in Stettin, Vorsitzender der Gesellschaft für Pommersche Geschichte und Altertumskunde
- Karl Michel (1843–1930), Hals-Nasen-Ohrenarzt, Schauspieler und Schriftsteller
- Wilhelm Moldenhauer (1845–1898), Hochschullehrer in Leipzig
- Felix Oberländer (1851–1915), Professor an der TU Dresden, Begründer der modernen Urologie
- Carl Pauli (1839–1901), bedeutender Forscher der etruskischen Sprache
- Paul Ringshausen (1908–1999), Jurist, Landrat
- Bernhard Sprickmann Kerkerinck (1837–1915), Ehrenbürger der Stadt Emmerich am Rhein
- Otto Wenzel (1840–1929), Journalist, Genossenschaftsdirektor, Gründungsmitglied des Reichsverbandes der Deutschen Presse
- Richard Werth (1850–1918), Professor der Gynäkologe an der Universität Kiel, Vorbild des Professor Gervasius in dem Roman Nur wer die Sehnsucht kennt von Ida Boy-Ed
- Eduard Wrobel (1851–1931), Königlicher Gymnasialdirektor in Rostock und Mathematiker
- Wilhelm Zahn (1848–1911), Pfarrer und Altertumsforscher für die Altmark

Mitgliederverzeichnis:
- Willy Nolte (Hg.): Burschenschafter-Stammrolle. Verzeichnis der Mitglieder der Deutschen Burschenschaft nach dem Stande vom Sommer-Semester 1934. Berlin 1934. S. 1040.

### Dresdensia-Rugia
- Jürgen Gansel (* 1974), Politiker der NPD, ehemaliger Abgeordneter im Sächsischen Landtag
- Alexis Giersch (* 1963), Ingenieur, Politiker (AfD), Mitglied des Bundestages
- Klaus Lankheit (1913–1992), Professor für Kunstgeschichte, bedeutender Franz-Marc-Kenner (ausgetreten 1952)
- Mathias Rochow (* 1975), ehemaliger deutscher Politiker (NPD) (ausgeschlossen)
- Stefan Rochow (* 1976), ehemaliger deutscher Politiker (NPD) (ausgeschlossen)
- Arne Schimmer (* 1973), Politiker der NPD, ehemaliger Abgeordneter im Sächsischen Landtag
- Volker Stoltz (* 1939), Unternehmer, Honorargeneralkonsul von Eswatini